# Tollarp
Tollarp er et byområde i Kristianstads kommun i Skåne län i Sverige. Tollarp har et areal på 4 km2
og et befolkningstal på 3.385 (2023) indbyggere.